# Liberális Internacionálé
A Liberális Internacionálé (LI) a liberális politikai pártok nemzetközi szövetsége.
Székhelye: London, Whitehall Place 1.
1947-ben alakult Oxfordban azzal a céllal, hogy összefogja a világ liberális pártjait. Az alapító dokumentum (Oxfordi Kiáltvány) leírja az LI alapvető politikai elveit.

## Célok
Az LI 2005-ös alkotmányában rögzíti a céljait:
A liberális pártok az egész világon a növekedésük érdekében, fogadják el, hogy a szabad társadalom alapja a személyes szabadság, a személyes felelősség és a társadalmi igazságosság, valamint, hogy akkor van értelme hirdetni ezeket ha az emberek vevők rá.
Az elvek, amelyek összetartják Afrika, Amerika, Ázsia és Európa liberális pártjait: az emberi jogok, a szabad és tisztességes választások és a többpárti demokrácia, a tolerancia, a szabad piacgazdaság, a szabad kereskedelem, a környezeti fenntarthatóság és az erős nemzetközi szolidaritás.

## Tagjai
- Andorra: Andorrai Liberális Párt
- Belgium: Flamand Liberálisok és Demokraták
- Belgium: Reformer Mozgalom
- Botswana: Botswanai Demokrata Mozgalom
- Bulgária: Mozgalom a Jogokért és a Szabadságért
- Bulgária: Stabilitás és Felemelkedés Nemzeti Mozgalom
- Burkina Faso: Szövetség a Demokráciáért és a Föderációért
- Dánia: Dánia Szociálliberális Párt
- Dánia: Liberális Párt
- Egyesült Királyság: Liberális Demokraták
- Egyiptom: Szabad Egyiptomiak Pártja
- Észtország: Észt Reform Párt
- Finnország: Centrum Párt
- Finnország: Svéd Néppárt
- Grúzia: Grúziai Republikánus Párt
- Guatemala: Patrióta Párt
- Guinea: Guineai Demokratikus Erők Uniója
- Guinea: Republikánus Erők Uniója
- Hollandia: 66-os Demokraták
- Honduras: Liberális Párt
- Izland: Progresszív Párt
- Izrael: Izraeli Liberális Csoport
- Írország: Republikánus Párt
- Kambodzsa: Kambodzsai Nemzet Megmentéséért Párt
- Kanada: Kanadai Liberális Párt
- Koszovó: Liberális Párt
- Kuba: Demokratikus Szolidaritás Párt
- Kuba: Kubai Liberális Párt
- Kuba: Kubai Liberális Unió
- Libanon: Jövő Mozgalom
- Luxemburg: Demokrata Párt
- Észak-Macedónia: Liberális Demokrata Párt
- Madagaszkár: Madagaszkári Progresszív Mozgalom
- Magyarország: Momentum Mozgalom (megfigyelői státusz)[1]
- Marokkó: Populista Mozgalom
- Mexikó: Új Szövetség Párt
- Németország: Szabad Demokrata Párt
- Norvégia: Liberális Párt
- Románia: Liberálisok és Demokraták Szövetsége
- Románia: Nemzeti Liberális Párt
- Srí Lanka: Srí Lankai Liberális Párt
- Svédország: Centrum Párt
- Svédország: Liberális Néppárt
- Tajvan: Demokratikus Progresszív Párt
- Thaiföld: Demokrata Párt

## Fordítás
- Ez a szócikk részben vagy egészben  a   Liberal International című angol Wikipédia-szócikk fordításán alapul.  Az eredeti cikk szerkesztőit annak laptörténete sorolja fel. Ez a jelzés csupán a megfogalmazás eredetét és a szerzői jogokat jelzi, nem szolgál a cikkben szereplő információk forrásmegjelöléseként.